# السوالم (سوهاج)
قرية السوالم هي إحدى القرى التابعة لمركز طهطا بمحافظة سوهاج في جمهورية مصر العربية. حسب إحصاءات سنة 2006، بلغ إجمالي السكان في السوالم 6061 نسمة، منهم 3179 رجل و2882 امرأة.